# Tonnante (1855)
La Tonnante était une batterie flottante de classe Dévastation, en service à la Marine nationale française de 1855 à 1871.

## Histoire
La Tonnante est commandée le 28 juillet 1854 et mise sur cale à l'Arsenal de Brest le 5 septembre 1854. Le navire fut lancé et mise en service le 17 mars 1855.
En juin 1955, elle est armée aux chantiers de Rochefort. Le 30 juillet 1855, sous le commandement du capitaine de Frégate Dupré, la Tonnante est remorquée par la frégate à hélices Darien, vers la mer Noire pour assister la flotte française engagée dans la guerre de Crimée. Elle arrive dans la baie de Kamiesch le 12 septembre 1855.
Le 7 octobre elle appareille avec 31 autres navires français pour participer avec ses navires jumeaux Lave et Dévastation à la Bataille de Kinbourn. Le 17 octobre, la Tonnante vient s'embosser à 1 150 mètres du fort sous le feu de l’ennemie. Ceci fait, elle déclenche le tir et bombarde à feu régulier pendant quatre heures. Elle tire un millier de boulets, rasant les défenses terrestres russes. Le navire est touché par 55 tirs sur la coque et 10 sur le pont. Le blindage résiste a l'artillerie russe mais neuf membres d'équipage sont blessés par des éclats de projectiles.
Postérieurement à la bataille une station française est maintenue à l'embouchure du Dniepr pendant l'hiver 1855-1856, sous les ordres de François-Edmond Pâris. La Tonnante s'y trouve prise dans les glaces.

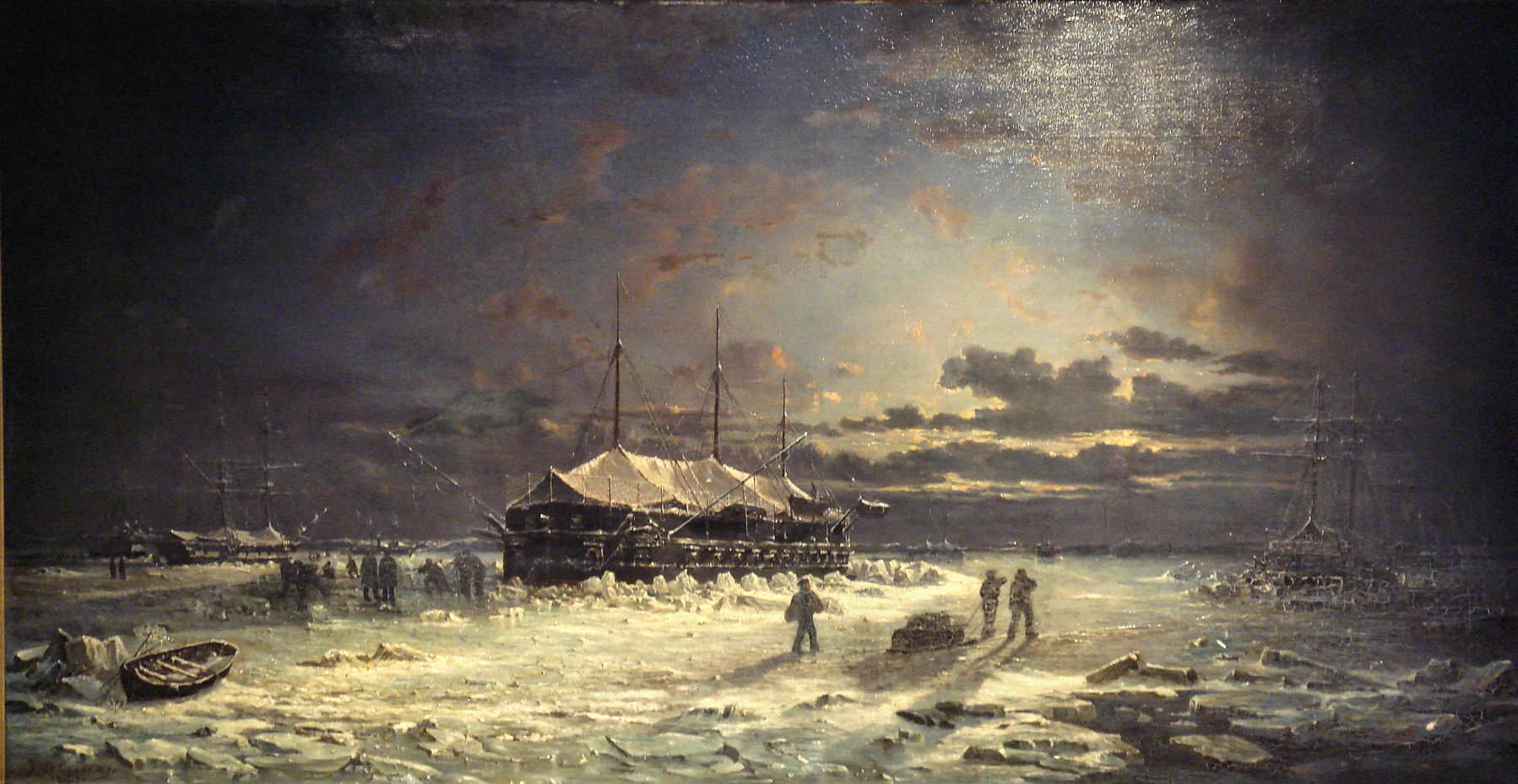
La Tonnante prise dans la glace.
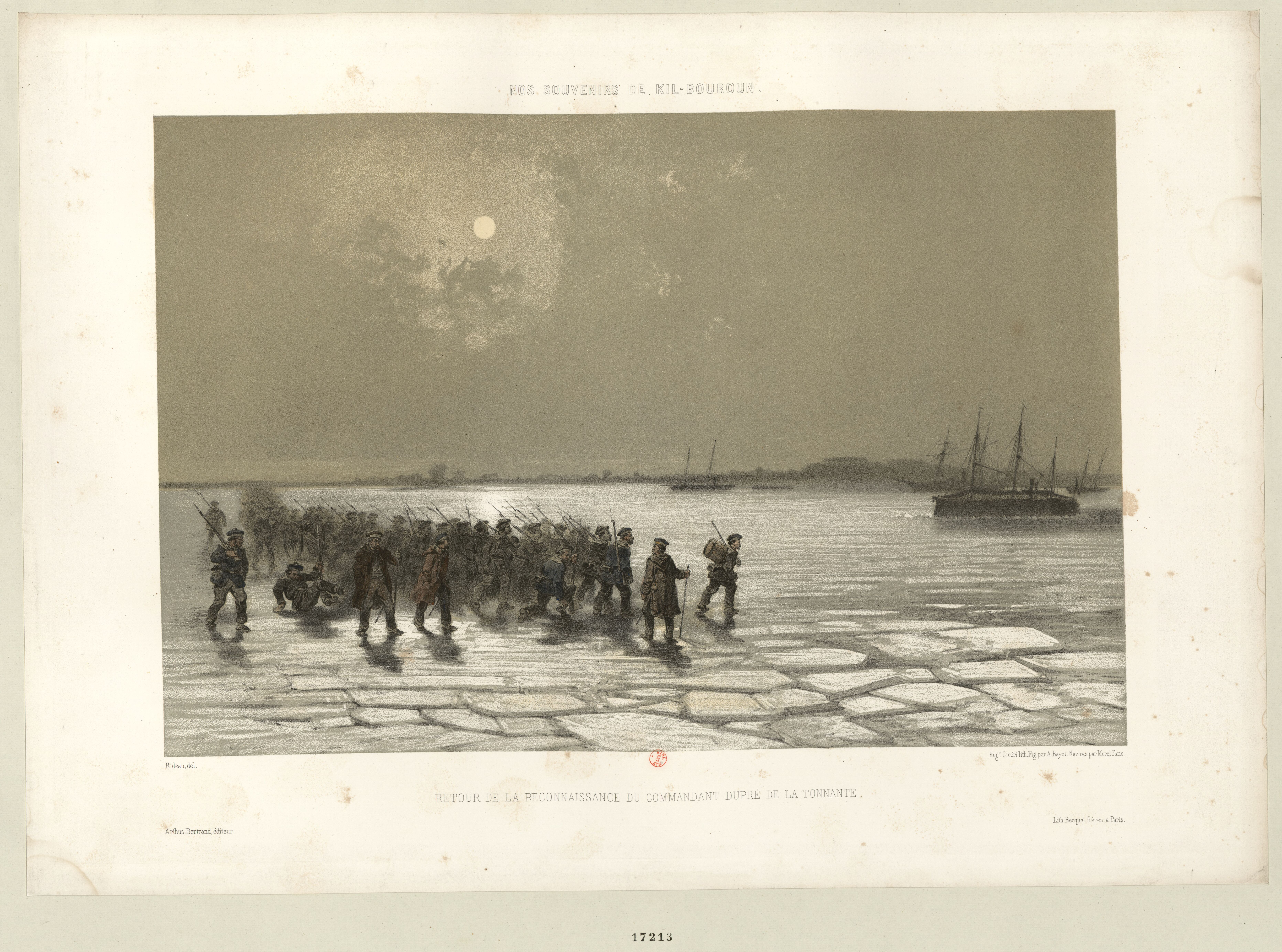
Retour de la reconnaissance du Commandant Dupré
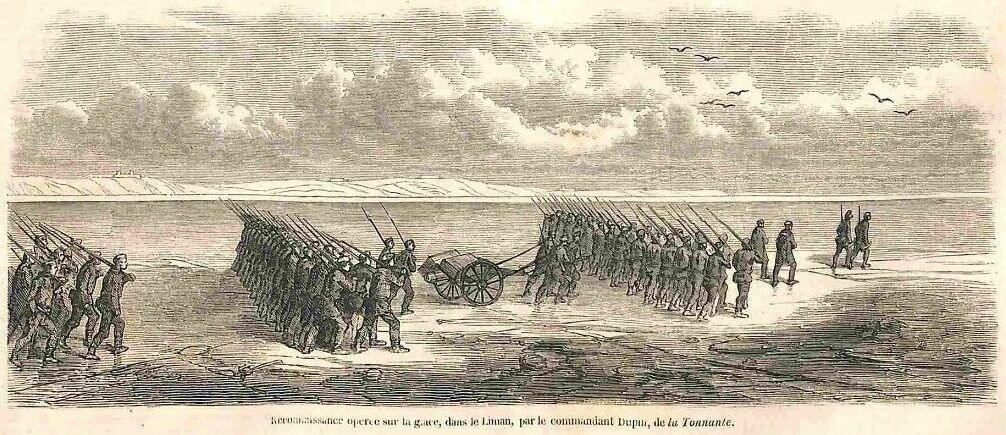
Reconnaisance de la glace par la troupe.

En 1856, elle revient à Toulon.
En 1859, toujours avec la Lave et la Dévastation, elle fut transférée dans la mer Adriatique, où elle effectua quelques opérations pendant la deuxième guerre d'indépendance italienne. Le navire fut radié à Toulon le 31 août 1871 et démoli en 1874.